# Fritz Meyer (Politiker, 1901)
 Fritz Meyer  (* 26. August 1901 in Wienbergen, Grafschaft Hoya; † 13. April 1980 in Hoya) war ein deutscher Politiker (DP) und Abgeordneter des Niedersächsischen Landtages.
Fritz Meyer besuchte die Volksschule in Wienbergen und die Mittelschule in Hoya sowie die höhere Landwirtschaftsschule in Hildesheim. Er war Vorstandsmitglied verschiedener landwirtschaftlicher Organisationen sowie Vorsitzender der Reit- und Fahrschule Hoya. Er war politisch aktiv unter anderem als Mitglied des Kreistages des Landkreises Grafschaft Hoya. 
Fritz Meyer war Mitglied des Niedersächsischen Landtages der 2. und 3. Wahlperiode vom 6. Mai 1951 bis zum 5. Mai 1959.

## Quelle
- Barbara Simon: Abgeordnete in Niedersachsen 1946–1994. Biographisches Handbuch. Hrsg. vom Präsidenten des Niedersächsischen Landtages. Niedersächsischer Landtag, Hannover 1996, S. 252.

| Personendaten    | Personendaten                 |
| ---------------- | ----------------------------- |
| NAME             | Meyer, Fritz                  |
| KURZBESCHREIBUNG | deutscher Politiker (DP), MdL |
| GEBURTSDATUM     | 26. August 1901               |
| GEBURTSORT       | Wienbergen                    |
| STERBEDATUM      | 13. April 1980                |
| STERBEORT        | Hoya                          |